# Курягин, Юрий Герасимович
Ю́рий Гера́симович Куря́гин (15 февраля 1977 — 31 декабря 1999) — российский офицер морской пехоты Краснознамённого Северного флота, Герой Российской Федерации (28.03.2000, посмертно). Лейтенант (1999).

## Биография
Родился во Владивостоке 15 февраля 1977 года. По национальности удмурт. В 1994 году окончил Екатеринбургское суворовское военное училище.
В Вооружённых силах России с 1994 года. В 1999 году окончил Санкт-Петербургское высшее общевойсковое командное училище.
В 1999 году назначен командиром десантно-штурмового взвода 876-го отдельного десантно-штурмового батальона  61-й отдельной бригады морской пехоты Северного Флота (базирующейся в посёлке Спутник Мурманской области) и в сентябре того же года назначен командиром взвода отдельного усиленного десантно-штурмового батальона и направлен на Северный Кавказ для участия в контртеррористической операции на территории Чеченской республики.
Первые боевые задачи взвод Курягина начал выполнять с 2 ноября 1999 года. 30 декабря 1999 года вместе со своим взводом вступил в бой у посёлка Харачой с группой боевиков численностью около 15 человек. В ходе боя Юрий Герасимович проявил мужество и героизм, отказавшись от эвакуации в тыл после получения ранения в ногу. На следующий день позиции взвода Курягина вновь подверглись нападению со стороны боевиков, использовавших огнемёты и ручные гранаты. На этот раз их численность была намного выше, в атаку вышло более ста бандитов. Сам Курягин смог уничтожить четырёх из них.
Юрий Герасимович принял на себя руководство боем и командование ротой после того, когда в перестрелке погиб её командир. Ведя огонь из автомата и подствольного гранатомёта он смог уничтожить пулемётный расчёт и одного из гранатомётчиков боевиков, что вынудило их приостановить атаку и залечь. Сам Курягин получил в этом бою ещё одно ранение. После этого находившиеся под его командованием солдаты смогли отразить ещё несколько атак противника. В ходе отражения очередной атаки Юрий Герасимович был убит снайпером боевиков.
28 марта 2000 года указом Президента Российской Федерации за проявленные в бою мужество и героизм, лейтенанту Курягину Юрию Герасимовичу посмертно присвоено звание Героя Российской Федерации.
Похоронен в городе Камбарка — административном центре Камбарского района Удмуртской Республики.

## Память
- В городе Камбарка в честь Героя переименована улица.
- В 2003 году навечно включён в списки 1-й роты Екатеринбургского Суворовского военного училища.
- В память о Герое его имя выгравировано на гранитной плите памятника погибшим воинам в посёлке Спутник.
- На доме в гарнизоне Спутник в котором жил Ю. Г. Курягин, установлена мемориальная доска.